# L'orso (Čechov)
L'orso è una breve opera teatrale in un atto unico di Anton Čechov, scritta nel 1888.

## Trama
Protagonista è Elena Ivanovna Popova, una vedova inconsolabile che ha giurato, dopo la morte del marito, di non uscire più di casa e di non frequentare più alcun uomo, nonostante le insistenti preghiere a ripensare la sua decisione da parte del suo servitore Luka.
La situazione si capovolge quando l'ex ufficiale di artiglieria Smirnov va dalla Popova a riscuotere delle cambiali. Il rifiuto di lei a pagare e la volontà di lui ad esigere quanto dovuto originano un dialogo concitato, che degenera in un duello fra la vedova e l'ex ufficiale.